# Junkerdal nationalpark
66°53′N 15°48′Ø / 66.883°N 15.800°Ø
Junkerdal nationalpark ligger i Saltdal og Fauske kommuner i Nordland. Parken blev oprettet i 2004 og er på 682 km². Nationalparken grænser til Junkerdalsura naturreservat.

## Ekstern henvisning
- Direktoratet for naturforvaltning, information om Junkerdal nationalpark Arkiveret 30. september 2007 hos  Wayback Machine